# Азијска златна мачка
Азијска златна мачка (лат. Catopuma temminckii) је врста звери из породице мачака (Felidae), која насељава источну и југоисточну Азију.

## Распрострањење
Ареал азијске златне мачке обухвата већи број држава у Азији.
Врста је присутна у Кини, Индији, Тајланду, Лаосу, Вијетнаму, Бурми, Малезији, Индонезији, Бангладешу, Бутану, Камбоџи и Непалу.

## Станиште
Станишта азијске златне мачке су шуме, травна вегетација и брдовити предели.

## Угроженост
Ова врста је на нижем степену опасности од изумирања, и сматра се скоро угроженим таксоном.